# Paralimnophila (Paralimnophila) eungella
Paralimnophila (Paralimnophila) eungella is een tweevleugelige uit de familie steltmuggen (Limoniidae). De soort komt voor in het Australaziatisch gebied.